# Geodena partita
Geodena partita är en fjärilsart som beskrevs av Swinhoe 1904. Geodena partita ingår i släktet Geodena och familjen mätare. Inga underarter finns listade i Catalogue of Life.